# Myrsine meziana
Myrsine meziana là một loài thực vật có hoa trong họ Anh thảo. Loài này được (H. Lév.) Wilbur mô tả khoa học đầu tiên năm 1965.